# Château de Chenonceau
Château de Chenonceau (francosko [ʃɑto də ʃənɔ̃so]) je francoski dvorec, ki se razteza čez reko Cher, blizu majhne vasice Chenonceaux, Indre-et-Loire, Centre-Val de Loire. Je eden najbolj znanih dvorcev v dolini Loare.
Posestvo Chenonceau se prvič pisno omenja v 11. stoletju. Sedanji dvorec je bil zgrajen v letih 1514–1522 na temeljih starega mlina in je bil pozneje razširjen, da sega čez reko. Most čez reko je bil zgrajen (1556–1559) po načrtih francoskega renesančnega arhitekta Philiberta de l'Ormeja, galerija na mostu pa je bila zgrajena od 1570 do 1576 po načrtih Jeana Bullanta.
Arhitekturna mešanica pozne gotike in zgodnje renesanse, je Château de Chenonceau in njegovi vrtovi odprt za javnost. Razen kraljeve Versajske palače je najbolj obiskan dvorec v Franciji.
Francosko ministrstvo za kulturo je grad od leta 1840 razglasilo za zgodovinski spomenik.

## Zgodovina

### Družina Marques
V 13. stoletju je fevd Chenonceau pripadal družini Marques. Prvotni dvorec je bil požgan leta 1412, da bi lastnika Jeana Marquesa kaznovali za dejanje upora. V 1430-ih so na tem mestu obnovili dvorec in utrjen mlin. Zadolženi dedič Jeana Marquesa Pierre Marques je ugotovil, da ga mora prodati.

### Thomas Bohier
Thomas Bohier, komornik francoskega kralja Karla VIII., je kupil grad od Pierra Marquesa leta 1513 in ga večino porušil (zato se leto 2013 šteje za 500. obletnico gradu: MDXIII–MMXIII), čeprav je bil iz 15. st. obdržan donžon. Bohier je zgradil popolnoma novo rezidenco med letoma 1515 in 1521. Dela je nadzorovala njegova žena Katherine Briçonnet, ki je z veseljem gostila francosko plemstvo, vključno s kraljem Francom I. ob dveh priložnostih.

### Diane de Poitiers
Leta 1535 je francoski kralj Franc I. grad zasegel Bohierjevemu sinu zaradi neplačanih dolgov do krone. Po Francovi smrti leta 1547 je Henrik II. dvorec ponudil kot darilo svoji ljubici Diane de Poitiers, ki se je močno navezala na dvorec ob reki. Leta 1555 je naročila Philibertu de l'Ormeju, da zgradi obokan most, ki povezuje dvorec z nasprotnim bregom. Diane je nato nadzorovala zasaditev obsežnih cvetličnih in zelenjavnih vrtov skupaj z različnimi sadnimi drevesi. Postavljeni vzdolž bregov reke, vendar zaščiteni pred poplavami s kamnitimi terasami, so bili izvrstni vrtovi razporejeni v štirih trikotnikih.
Diane de Poitiers je bila nedvomna gospodarica gradu, vendar je lastništvo ostalo pri kroni do leta 1555, ko ji je leta občutljivih pravnih manevrov končno prinesla posest.

### Katarina Medičejska
Po smrti kralja Henrika II. leta 1559 je njegova mogočna vdova in regentka Katarina Medičejska prisilila Diane, da ga je zamenjala za Château Chaumont. Kraljica Katarina je Chenonceau nato naredila za svojo najljubšo rezidenco in dodala novo vrsto vrtov.
Kot regentka Francije je Katarina porabila bogastvo za dvorec in za spektakularne nočne zabave. Leta 1560 je bil v Franciji prvi ognjemet v zgodovini med praznovanjem vzpona na prestol Katarininega sina Franca II. Velika galerija, ki se je raztezala vzdolž obstoječega mostu in prečkala celotno reko, je bila posvečena leta 1577. Katarina je dodala tudi prostore med kapelo in knjižnico na vzhodni strani Corps de Logis ter servisno krilo na zahodu, stran vhodnega dvorišča.
Katarina je razmišljala o še večji razširitvi dvorca, kar je prikazano na gravuri, ki jo je objavil Jacques Androuet du Cerceau v drugem (1579) zvezku svoje knjige Les plus excellents bastiments de France. Če bi bil ta projekt izveden, bi bil sedanji dvorec le majhen del ogromnega dvorca, razporejenega »kot klešče okoli obstoječih zgradb«.

### Luiza Lorenska
Po Katarinini smrti, januarja 1589, je dvorec pripadel njeni snahi Luizi Lorenski, ženi kralja Henrika III. Luiza je bila v Chenonceauju, ko je avgusta 1589 izvedela za atentat na moža in je padla v depresijo. Naslednjih 11 let, do svoje smrti januarja 1601, je brezciljno tavala po hodnikih dvorca, oblečena v žalna oblačila, sredi mračnih črnih tapiserij, pošitih z lobanjami in križnimi kostmi.

### Duc de Vendôme
Henrik IV. Francoski je pridobil Chenonceau za svojo ljubico Gabrielle d'Estrées tako, da je plačal dolgove Katarine Medičejske, ki jih je podedovala Lujza in so ji grozili z uničenjem. V zameno je Luiza dvorec zapustila svoji nečakinji Françoise de Lorraine, ki je bila takrat stara šest let in je bila zaročena s štiriletnim Césarjem de Bourbonom, vojvodom de Vendôme, biološkim sinom Gabrielle d'Estrées in Henrika IV. Dvorec je več kot sto let pripadal vojvodi de Vendôme in njegovim potomcem. Burboni so se le malo zanimali za dvorec, razen za lov. Leta 1650 je bil Ludvik XIV. Francoski zadnji kralj Ancien Régime, ki ga je obiskal.
Château de Chenonceau je leta 1720 kupil vojvoda Bourbonski. Postopoma je razprodal vso grajsko posest. Veliko lepih kipov je končalo v Versaillesu.

### Louise Dupin
Leta 1733 je bilo posestvo prodano za 130.000 livres bogatemu lastniku po imenu Claude Dupin. Njegova žena Louise Dupin je bila rojena hči finančnika Samuela Bernarda in igralke Manon Dancourt, katere mati je bila prav tako igralka, ki se je leta 1684 pridružila Comédie Française. Louise Dupin je bila »inteligentna, lepa in zelo kultivirana ženska, ki ji je bilo gledališče v krvi«. Claude Dupin, vdovec, je imel sina Louisa Clauda od prve žene Marie-Aurore de Saxe, ki je bila babica George Sand (rojena Aurore Dupin).
Literarni salon Louise Dupin v Chenonceauju je pritegnil voditelje razsvetljenstva, kot so pisatelji Voltaire, Montesquieu in Fontenelle, naravoslovec Buffon, dramatik Pierre de Marivaux, filozof Condillac, pa tudi markiza de Tencin in markiza du Deffand. Jean-Jacques Rousseau je bil Dupinin tajnik in je učil njenega sina. Rousseau, ki je delal na Émile pri Chenonceauju, je v svojih Izpovedih zapisal: »Tam smo igrali glasbo in uprizarjali komedije. Napisal sem igro v verzih z naslovom Sylvie's Path, po imenu poti v parku ob Cher.«
Vdova Louise Dupin je med francosko revolucijo rešila dvorec pred uničenjem in ga zaščitila pred uničenjem revolucionarne garde, ker je bil »bistvenega pomena za potovanja in trgovino, ker je bil edini most čez reko v dolgih kilometrih.«

### Marguerite Pelouze
Leta 1864 je Marguerite Pelouze, bogata dedinja, kupila dvorec. Okrog leta 1875 je naročila arhitektu Félixu Roguetu, da ga obnovi. Skoraj popolnoma je prenovil notranjost in odstranil več dodatkov Katarine Medičejske, vključno s prostori med knjižnico in kapelo ter njenimi spremembami severne fasade, med katerimi so bile figure Herkula, Palas, Apolona in Kibele, ki so bile prestavljene v park. Z denarjem, ki ga je Marguerite porabila za te projekte in dovršene zabave, so bile njene finance izčrpane, dvorec pa zasežen in prodan.

### Nedavna zgodovina
José-Emilio Terry, kubanski milijonar, je kupil Chenonceau od Madame Pelouze leta 1891. Terry ga je leta 1896 prodal družinskemu članu Franciscu Terryju. Leta 1913 je dvorec kupil Henri Menier, član družine Menier, znane po svojih čokoladah, ki ga ima še danes v lasti.
Med prvo svetovno vojno je Gaston Menier uredil galerijo za bolnišnični oddelek. Med drugo svetovno vojno so grad junija 1940 bombardirali Nemci. To je bilo tudi sredstvo za pobeg iz nacističnega okupacijskega območja na eni strani reke Cher v "svobodno" območje na nasprotnem bregu. Grad so zasedli Nemci, zavezniki pa so ga 7. junija 1944 bombardirali, ko je bila zadeta kapela in njena okna uničena.
Leta 1951 je družina Menier zaupala obnovo dvorca Bernardu Voisinu, ki je dotrajani zgradbi in vrtom (opustošenim v poplavi Cher leta 1940) vrnil odsev nekdanje slavo.

## Opis kompleksa dvorca
Približno 330 metrov dolg drevored platan z jarki ob straneh vodi naravnost do travnatega parterja, katerega vhodni prostor obdajata kipa sfinge iz časa vladavine Ludvika XIV.. Verjetno izvirajo iz gradu Chanteloup. Južno od pritličja je otok, obdan z jarki, z nekdanjo trdnjavo kompleksa. Od tam se do glavne stavbe gradu s pripadajočo galerijo pride po mostu čez reko Cher. Zahodno od avenije sta nekdanje kmetijsko posestvo dvorca in oranžerija.
Ob zahodni strani tratnega parterja je kompleks nekdanjih gospodarskih poslopij. Od tam se vstopi v vrt Diane de Poitiers na vzhodu in v vrt Katarine Medičejske na jugozahodu.

### Arhitektura

#### Dvorec in nekdanja gospodarska poslopja
Stavbe kmečkega grajskega posestva segajo v 16. stoletje in so imele skozi stoletja različne namene. Prvotno zgrajena za oskrbo grajskih prebivalcev, se danes deloma uporabljata kot trgovina s pohištvom in cvetličarna, vendar se njihov prvotni namen ohranja še danes. Približno 10.000 m² veliko površino nekdanjega zelenjavnega vrta, ki pripada posestvu, uporablja drevesnica, ki večkrat tedensko oskrbuje grad s svežimi cvetličnimi aranžmaji.
Podolgovat trakt z nekdanjimi kmetijskimi poslopji na zahodnem robu travnatega parterja se imenuje Bâtiment de Dômes in je eden redkih projektov iz obsežnih širitvenih načrtov Katarine Medičejske, ki je bil dejansko izveden. V zgodnjih dneh so bila tam stanovanja za služabnike in farma sviloprejk, ki jo je ustanovila Katarina, preden so stavbo v 19. stoletju spremenili v konjske hleve. Dvonadstropna stavba je iz svetlega apnenca in ima streho v obliki podrte ladijske kobilice. Njeno središče z obokanim portalom ima stolpasti prizidek z uro v zgornjem nadstropju, ki ga zaključuje lanterna. Vogale stavbnega trakta, katerega streha je v enakomernih presledkih opremljena s strešnimi okni, tvorijo paviljonski stolpi.

#### Prvotni bergfrid
Na otoku pred glavno stavbo stoji bergfrid (donžon ali bivalno-obrambni grad) prejšnjega kompleksa, ki se imenuje Tour des Marques po družini, ki ga je dolgo let posedovala. Kljub prenovi pod vodstvom Thomasa Bohierja v slogu zgodnje renesanse ima še vedno obzidje z mašikulami, ki so se takrat uporabljale le v okrasne namene. Tako kot marsikje v gradu se je Bohier tudi tukaj ovekovečil z začetnicami TBK (prve črke svojega imena in imena svoje žene) in geslom »S'il vient a point, me souviendra« (»Ko je končano, ali se me bo spomnilo«).
Okrogel stolp ima stožčasto čelado, pokrito s skrilastimi skodlami, z lanterno na koncu. V tri nadstropja je dostopen preko stopniščnega stolpa, v katerem je tudi portal stolpa. To, tako kot večina oken, uokvirjajo pilastri. Kot dodaten okras imajo nekatera okna v nadstropju obzidja majhne zatrepe v obliki loka kobilice, zapolnjene s školjkami.
Pred stolpom je še edini ostanek srednjeveškega grajskega kompleksa: nekdanji grajski vodnjak. Njegovo steno krasita himera in skulptura orla, simbol družine Marques.

#### Glavna stavba z galerijo
Predotok je z mostom na južni strani povezan z glavno stavbo dvorca, imenovano logis. Trinadstropna stavba iz belega apnenca ima kvadratni tloris in stoji na dveh kamnitih temeljih sredi reke. V pritličju je Logis na severovzhodni strani razširjen s prizidkoma, v katerih sta kapela in kabinet, med njima pa je majhna terasa.
Prvi italijanski vplivi na francosko arhitekturo so vidni v glavni stavbi. Troosna severna fasada z osrednjim portalom je v razporeditvi okenskih in vratnih odprtin povsem simetrična. Balkon nad portalom ima parapet, okrašen z dovršeno oblikovanim balustrastim frizom. Ta friz se ponavlja kot obdajajoči kordonski venec na konzolah pod napuščem skrilaste strehe in je le na severovzhodni strani prekinjen z aneksoma kapele in kabineta. Vsa okna so uokvirjena s pilastri, ki stojijo na vodoravnih vencih. Triosnost je ohranjena v mansardi, kjer so tri strešna okna, od katerih je strešno okno srednje osi večje od sosednjih dveh. Skupaj z zunanjimi dimniki izkazujejo izredno raznolik kiparski okras v obliki arabesknih frizov, medaljonov, trikotnih zatrepov, kandelabrov in školjkastih lokov.
Južno od logis je most s petimi loki čez Cher, ki podpira trezno, trinadstropno galerijo v slogu francoskega klasicizma in daje dvorcu njegovo nezamenljivo silhueto. Opeke so neometane. Podstrešje ima na dačjših straneh po devet pravilno razporejenih mansardnih oken.

### Notranjost
Notranjost glavne stavbe navdušuje z izredno obilico starega in dragocenega pohištva ter številnimi umetninami. Zbirka slik, ki je v dvorcu, temelji predvsem na zbirateljski dejavnosti Marguerite Pelouze in vključuje številne stare mojstre.
Simetrija fasad se nadaljuje v notranjost z ustrezno prostorsko razporeditvijo. Okoli osrednje avle so v vseh nadstropjih razporejeni štirje skoraj enako veliki prostori.

#### Pritličje
V vežo v pritličju se vstopi skozi monumentalen, dvokrilni lesen portal. Vrata so iz časa Franca I. in so bogato okrašena s pisanimi slikami in rezbarijami. Na vratni plošči na levi je grb Thomasa Bohierja, nasproti na desni pa grb njegove žene Catherine Briçonnet. Nad preklado na zunanji strani je heraldična žival Franca I., močerad, in latinski napis FRANCISCVS DEI GRATIA FRANCORVM, CLAVDIA FRANCORVM REGINA[23] (»Franc po božji milosti, kralj Francije, Claude, kraljica Francije«). Nad vrati vitraž Maxa Ingranda prikazuje prizor iz življenja sv. Huberta.
Osrednja veža je skupaj s stopniščem v prvo nadstropje nastala po italijanskih vzorih in je prvič ponudila alternativo razporeditvi prostorov po dolgi galeriji, ki je bila do tedaj v Franciji običajna. Prostor ima rebrasto obokan strop iz leta 1515, katerega sklepni kamni niso postavljeni v ravni črti, ampak se izmenjujejo v treh različnih oseh. S 3,5 metra je polovica širine sosednjih prostorov. Tla so prekrita z emajliranimi ploščicami. Njihovega okrasja z geometričnimi liki zaradi dotrajanosti večinoma ni več in je prepoznaven le na redkeje uporabljenih obrobnih predelih.
Za vhodom vodijo hrastova vrata s pravokotnimi kartušami in obema zavetnikoma gradbenikov – sv. Katarino in sv. Tomaž - na vratnih krilih, v vrtno dvorano (francosko Salle des gardes), ki je po srednjem veku služila kot jedilnica. Talna majolika, ki izvira iz Italije, je že obrabljena in ohranjena le na robovih. Soba ima strop s tramovi in kasetiranimi opaži ter kamin iz 16. stoletja z grbom Thomasa Bohierja. Na stenah visijo flamske tapiserije, prav tako iz 16. stoletja, ki prikazujejo prizore iz grajskega življenja.
Na vzhodni strani vrtne dvorane je palačna kapela v slogu pozne gotike. Ima pravokoten tloris in trikrako apsido. Pisane vitraže je leta 1954 izdelal Max Ingrand, ker so bili originali uničeni v bombnem napadu leta 1944. V kapeli je tudi relief Marija z otrokom iz carrarskega marmorja, ki ga je v 16. stoletju izdelal italijanski kipar Mino da Fiesole. Kraljice so iz lesene empore nad vhodom iz leta 1521 opazovale mašo, med katero so se stražarji, ki so bili zadolženi za njihovo varovanje, očitno občasno dolgočasili in si krajšali čas s stenskimi grafiti. Dva od teh sta ohranjena še danes. Ena je od škotske garde Marije Stuart iz leta 1543, druga je iz leta 1546.
Druga soba na vzhodni strani preddverja se imenuje soba Diane de Poitiers (francosko Chambre de Diane de Poitiers) po njeni nekdanji stanovalki. Na stenah so tapiserije iz iste flamske delavnice kot tiste v Vrtni sobi. Po svojih motivih so poimenovani: Triumf moči in Triumf usmiljenja. Osrednja točka sobe pa je kamin, ki ga pripisujejo Jeanu Goujonu, z modernim portretom Katarine Medičejske. Kamin nosi pozlačene inicialke Henrika II. in njegove žene (Hs in Cs) na prekladi. Te črke se ponavljajo tudi v kasetiranem stropu sobe. Drugi dragoceni kosi opreme sta dva stola, oblazinjena z usnjem Corduan in slika Marija z otrokom, ki jo pripisujejo Bartoloméju Estebanu Murillu.
Vrata vodijo iz sobe Diane de Poitiers v prizidek kabineta. Služila je Katarini Medičejski kot delovna soba z majhno knjižnico ob njej. Strop s tramovi delovne sobe z zeleno poslikavo na kositrno folijo - ki prikazuje prepletene Cs - je skupaj z zeleno stensko oblogo dal prizidku ime: Zelena omara (francosko Cabinet Vert). Motivi bruseljske tapiserije iz 16. stoletja, ki visi na steni, so navdihnjeni z odkritjem Amerike ter njene flore in favne. Knjižnica ima dovršeno oblikovan kasetiran strop iz hrastovine z začetnicama prvih dveh lastnikov gradu. Iz leta 1525 je najstarejši ohranjeni strop te vrste v Franciji. V teh dveh majhnih prostorih visijo številne dragocene slike starih mojstrov, na primer Jacopa Tintoretta (vključno Salomon s kraljico iz Sabe), Jacoba Jordaensa (Pijani Silen), Hendricka Goltziusa (Samson in lev), Nicolasa Poussina, Antonia da Correggio in van Dycka.
Gledano iz avle, nasproti sobe Diane de Poitiers, je Salon Franca I. (francosko Salon de François Ier). Ime je dobil po dveh obiskih francoskega kralja, ki ga je na dvorcu gostila Katarina Briçonnet. Tako kot na Tour des Marques je moto Thomasa Bohierja mogoče najti na robu velikega renesančnega dimnika. Stene so prekrite s poslikanimi lanenimi tapetami iz 19. stoletja, ki posnemajo usnjene tapete, priljubljene v 16. stoletju. Na njem med drugim visijo avtoportret van Dycka, Gabrielle d'Estrées kot Diana, boginja lova, Ambroisea Duboisa, Tri gracije van Looja in Primaticciov slavni portret Dianes de Poitiers kot lovka. Med pohištvom izstopa italijanska omara. Ta kos pohištva, ki ga je izdelal firenški mojster v 16. stoletju, je intarziran z biserovino in slonovino, okrašen z risbami s peresom in tušem. Bilo je poročno darilo Francu II. in Mariji Stuart.
Četrta dnevna soba v pritličju se imenuje Salon Ludvika XIV. (francosko Salon de Louis XIV), po zadnjem francoskem kralju, ki je bival na gradu Chenonceau. Velik portret Sončnega kralja Hyacinthe Rigaud na njegovih stenah, prekritih s tapetami iz škrlatnega blaga, spominja na njegov obisk. Ludvik je sliko podaril takratnemu grajskemu gospodu, svojemu stricu, vojvodi Vendômskemu. Njegov dovršeno izrezljan okvir je prevlečen z zlatom. Velik kamin iz bele štukature prikazuje v zlatu heraldične živali Franca I. in njegove žene Claude de France, močerada in hermelina. Njegov videz je posledica obnove v 19. stoletju. Poleg Rigaudovega kraljevega portreta je v tej sobi mogoče najti dela drugih znanih slikarjev, med drugim Rubensovo Dete Jezus in sveti Janez, portret nekdanje lastnice gradu Louise Dupin Jean-Marca Nattierja in enega Nicolas Mignard prikazuje svojega očeta Samuëla Bernarda.

#### Prvo nadstropje
Tako kot pri preddverju so tudi z obliko stopnic ubrali nove arhitekturne poti. Thomas Bohier je dal zgraditi stopnišče z dvema ravnima krakoma po italijanskih vzorih, namesto da bi se zatekel k principu spiralnega stopnišča, ki je bilo takrat še običajno v Franciji. Zaradi tega je verjetno drugo stopnišče v tej obliki, ki je bilo kdaj zgrajeno v Franciji. Le v dvorcu Bury je bilo prej zgrajeno takšno stopnišče, ki pa danes ni več ohranjeno.[28] Stopnišče ima banjasto obokan strop s starinskimi sklepniki in skrinjami ter vodi do predprostora v prvem nadstropju, znanega tudi kot preddverje Catherine Briçonnet. Z izjemo prizidka kapele je prostorska razporeditev v tem nadstropju enaka kot v pritličju.
Preddverje ima tla iz ploščic in strop z vidnimi tramovi. Na njegovih stenah visijo tapiserije iz 17. stoletja iz Oudenaardeja. Motivi po van der Meulenovih predlogah prikazujejo prizore lova. Nad prekladami so medaljoni, ki jih je Katarina Medičejska prinesla iz Italije. Prikazujejo portrete rimskih cesarjev.
Na levi strani stopnic je soba Gabrielles d'Estrées (francosko Chambre de Gabrielle d'Estrées). Nekdanja ljubica Henrika IV. je to sobo uporabljala kot spalnico v času svojega začasnega bivanja v dvorcu. Poleg stropa s tramovi in keramičnega poda ima velik kamin iz renesančnega obdobja. Iz tega obdobja so tudi tapiserije po modelih Lucasa van der Leydna ali Lucasa van Neveleja.
Na drugi strani stopnišča je nekdanja spalnica Césarja de Vendôme (francosko Chambre de César de Vendôme), Gabriellinega sina s Henrikom IV. iz 17. stoletja, ki ga je treba dopolniti. Renesančni kamin nosi le grb Thomasa Bohierja, saj je bila soba obnovljena v 19. stoletju. Na steni visi portret sv. Jožefa de Murilla. Osrednja točka te sobe sta dve leseni figuri kariatid iz 17. stoletja, ki uokvirjata zahodno okno.
Na nasprotni strani veže in torej nad sobo Diane de Poitiers je nekdanja spalnica Katarine Medičejske (francosko Chambre de Catherine de Medicis). Tako kot Césarjeva soba ima tudi ta svojo današnjo podobo restavratorska dela v 19. stoletju. Opremljena je s pohištvom in tapiserijami iz 16. stoletja ter ima renesančni kamin iz belega carrarskega marmorja. Najdragocenejša slika v tej sobi je Correggiov Nauk ljubezni v različici olje na lesu. Različica te slike na platnu je v Narodni galeriji v Londonu.
Vrata vodijo iz Katarinine spalnice v podaljšek kabineta. Nad Zelenim kabinetom v pritličju je Kabinet grafik (francosko Cabinet d'Estampes), v katerem je zbirka risb in gravur. Vse imajo za motiv dvorca.
Poleg Katarinine spalnice je soba petih kraljic (francosko Chambre des cinq Reines), katerih ime naj bi spominjalo na Elizabeto Valoiško, Marjeto Valoiško, Marijo Stuart, Elizabeto Avstrijsko in Louise de Lorraine-Vaudémont. Njihov grb najdemo v kasetiranem stropu iz 16. stoletja. Na stenah visijo tapiserije iz istega obdobja, med drugim tudi slike Rubensa in Nicolasa Mignarda.

#### Podstrešje
Poleg podstrešnega predprostora, katerega nenavadno oblikovan strop s tramovi se je uveljavil po obnovi v 19. stoletju, je v tem nadstropju zanimiv le še en prostor: tako imenovana spalnica Louise de Lorraine (francosko Chambre de Louise de Lorraine). Soba ni prvotna soba, saj je bila v delu dvorca, ki ne obstaja več. Vendar pa je soba opremljena s sodobnim opažem Louise, ki ga je kraljeva vdova odstranila po smrti svojega moža Henrika III. v svoji spalnici, da izrazi svojo žalost. Črne plošče so poslikane z belimi motivi, kot so trnje, vdovske vrvice in kosti, pohištvo pa ima oblazinjenje iz črnega damasta.

#### Klet
Gospodarski prostori dvorca so v dveh votlih stebrih Logisa. Po ozkem stopnišču na jugovzhodnem koncu pritlične veže pridemo v prvi prostor v kleti: tako imenovano garderobo. Prostor ima križno obokan strop in je opremljen z največjim kaminom v celotnem dvorcu. Tik ob tem je v isti steni peč. Na severovzhodu meji na garderobo jedilnica za služabnike, na jugozahodu pa meji shramba. Prostor je preko vrat povezan tudi z mesnico (francosko boucherie), kjer so še vedno vsi pripomočki za profesionalni zakol in razrez živali.
Ozek mostiček vodi od komode do drugega temeljnega stebra, v katerem je prava kuhinja. Čeprav ima še vedno veliko ognjišče z renesančnim ražnjem, so ga v začetku 20. stoletja opremili s sodobnimi napravami za potrebe bolnišnice, ki je bila med prvo svetovno vojno postavljena na galeriji. Z mostu na drugem pomolu je viden pristan za čolne. Trgovci, ki so včasih oskrbovali dvorec s hrano in drugimi potrebščinami, so lahko svoje čolne privezali zelo blizu pomožnih prostorov, ne da bi morali prenašati dolge dostavne poti po kopnem.

#### Galerija
Osrednjemu preddverju pritličja se na jugovzhodu priklepa 60 metrov dolga in šest metrov široka galerija, ki jo podpira ločni most čez reko Cher. Ker je bila šele naknadno prizidana v logis, je porušila arhitekturno simetrijo celote, saj ni v višini simetrične osrednje osi glavne stavbe, temveč je pomaknjena nekoliko proti jugu. Njena notranjost je zelo preprosta. Ima črno-bela tla iz skrilavca in lehnjaka ter strop s tramovi. Med devetimi okni na obeh straneh so niše, v katerih so zdaj rastline, prej pa kipi, in stensko okrasje v obliki medaljonov iz 18. stoletja. Na dveh ozkih čelnih stranicah galerije sta velika dimnika, od katerih je tisti na južnem koncu brez funkcije. Uokvirja le izhod, ki preko dvižnega mostu vodi na levi breg reke Cher.
- Pritličje galerije
- štedilnik v kuhinji
- Preddverje mansarde
- Vrt Katarine Medičejske
- Vrt Dianes de Poitiers

### Vrtovi in parki
Dvorec Chenonceau obsega približno 80 hektarjev vrtov in parkov, ki so razdeljeni na dva renesančna vrtova v italijanskem slogu in velik park, skoraj izključno pokrit z gozdom.
Da bi oba vrta zaščitili pred poplavami v času visoke vode Cher, so ju postavili na obzidane terase. Spomladi in poleti jih zasadijo z novimi rožami, vzgojenimi v lastni grajski drevesnici. Za to je vsako leto potrebnih približno 60.000 do 64.000 rastlin.

#### Vrt Dianes de Poitiers m
Severovzhodno od Logisa je več kot 12.000 m² velika pravokotna terasa z vrtom Dianes de Poitiers. Vanjo se vstopi po kamnitem mostu s tratnega parterja. Ob vhodu v vrt je nekdanja kancelija (francosko Chancellerie) iz 16. stoletja, ki ima tudi pristan za čolne.
Središče vrta je rondel. V njenem središču je vodnjak, katerega curek je visok šest metrov. Francoski arhitekt Jacques I. Androuet du Cerceau je že leta 1576 opisal to izjemno gradnjo v prvem zvezku svoje gravure Les plus excellents Bastiments de France. Takrat je bil edinstven v Franciji. Od osrednjega krožišča do vogalov in robov terase izžareva osem ravnih poti, ki delijo prostor na osem parterjev, zasajenih s trato.
V vrtu Dianes de Poitiers poleg cvetja in okrasnega drevja, kot so pušpan, oleander in lovor, tisa in močvirski slez, najdemo sadno drevje in lešnike.

#### Vrt Katarine Medičejske
Vrt Katarine Medičejske je mlajši in manjši od obeh vrtov palače Chenonceau. Ima skoraj trapezast tloris. V sredini je okrogel, nizek vodni bazen s premerom 15 metrov. Od tega vodijo štiri ravne poti, ki tako delijo vrt na štiri parterje neenake velikosti. Na severozahodni in jugozahodni strani je vrt obdan s starimi drevesi velikega palačnega parka.

#### Park
Stavbe in vrtovi Chenonceauja so obdani s 70 ha parka, večinoma gozdom. Razteza se tako severno kot južno od Čera in je že v srednjem veku predstavljala velik del takratnega gradu.
V delu parka vzhodno od dolgega dostopnega drevoreda je labirint 2000 tis, rekonstruiranih po originalnih načrtih iz časa Katarine Medičejske. V neposredni bližini je osem kariatid in atlasov, ki so bili prej pritrjeni na severno fasado Logis.
Tako imenovani Zeleni vrt (francosko Jardin Vert) meji na severozahodno stran vrta Katarine Medičejske. Na vzhodu ga omejuje nekdanja gospodarska poslopja, na severu pa oranžerija. Formalni vrt, ki ga je zasnoval Bernard Palissy, sestavlja velika trata, zasajena z drevesi in grmi – vključno z japonsko kerijo in začimbne grme – ter je okrašen s skulpturami.

## Današnja uporaba
Dvorec Chenonceau je zdaj dom dveh muzejev in umetniške galerije. Logis služi kot prvi muzej s številnimi slikami starih mojstrov ter pohištvom in tapiserijami iz 15. do 17. stoletja. Od junija 2000 je v delu Bâtiment de Dômes muzej voščenih lutk, imenovan Galerie des Dames. Tam je kot prizorišče prikazanih 15 pomembnih dogodkov s pomembnimi osebami v zgodovini gradu. Vse figure nosijo oblačila, ki so izdelana po originalnih dokumentih in ukrojena iz blaga, ki je bilo po materialu in izdelavi na voljo že, ko so bili resnični ljudje.
V prvem nadstropju galerije nad Cherom so od leta 1979 v poletnih mesecih redno na ogled razstave sodobne umetnosti. Umetniki, kot so Bernard Buffet, Miquel Barceló in Zao Wou-Ki, so bili med razstavljavci.
Stavbo oranžerije je mogoče najeti za praznovanja in sprejeme, v nekdanji konjušnici pa je danes samopostrežna restavracija za obiskovalce dvorca.
Tako kot mnogi drugi dvorci Loare tudi dvorec Chenonceau gosti dogodek, imenovan Son et Lumière, svetlobno in zvočno predstavo, v poletnih večerih v temi. Na glasbo Arcangela Corellija so stavbe in vrtovi osvetljeni z reflektorji in obsijani s pisano svetlobo.